# Legge di Amy
La legge di Amy è una legge dello stato della Georgia approvata in risposta allo sdegno generatosi quando un ragazzino di dodici anni è stato condannato a due anni di carcere minorile per l'omicidio di Amy Yates, la pena massima consentita per i minori all'epoca in Georgia. Approvata all'unanimità dal Senato della Georgia nel 2006, la legge di Amy consente di condannare i minori a scontare la pena in carcere fino all'età di 21 anni, se condannati per omicidio.

## Il caso
Il 26 aprile 2004, Amy Yates, otto anni, scomparve mentre andava in bicicletta nel suo campo caravan a Carrollton, Georgia. Il suo corpo fu ritrovato quella sera in fondo a una collina situata nelle vicinanze; il forte livido sulle zone del petto e del collo indicava che era stata strangolata a morte.
Il giorno dopo la scoperta del corpo di Amy, la polizia convocò alcuni ragazzi del quartiere, tra cui Johnathon Adams, per interrogarli. Senza un genitore o un avvocato presente, Adams venne interrogato per più di due ore e mezza, durante le quali confessò di aver ucciso accidentalmente Amy. Tuttavia, quando la polizia diede il permesso ai genitori di Adams di parlare con lui dopo aver confessato, Adams ritirò la dichiarazione. Nonostante le accuse di coercizione della polizia, un giudice stabilì che la dichiarazione di Adams avrebbe potuto essere utilizzata come prova in tribunale. Adams venne trattenuto in detenzione minorile fino alla sua condanna per omicidio nel 2005; a quel punto venne trasferito in un centro di riabilitazione.
Quasi due anni dopo il crimine, Chris Gossett, un adolescente con disabilità mentali, confessò di aver ucciso Amy, sebbene Gossett abbia successivamente ritirato la sua dichiarazione. Nell'ottobre del 2006, Gossett non era stato ancora condannato in relazione al caso Yates. Nonostante la resistenza della polizia e dell'accusa, che ritenevano di avere già arrestato la persona giusta, un gran giurì e un giudice che indagava sul caso alla fine decisero di scagionare Adams e accusare Gossett di omicidio colposo. Tuttavia, le accuse contro Gossett vennero formalmente ritirate nel 2010.
Thomas Yates, il padre della vittima che originariamente sosteneva la colpevolezza di Adams e aveva fatto pressioni per condanne più severe contro i minori condannati per omicidio, in seguito ha criticato il modo in cui la polizia e l'accusa avevano gestito il caso. In un'intervista, Yates ha dichiarato che "il caso era stato gestito mediocremente sin dall'inizio. Tutte le prove preziose che avrebbero potuto essere raccolte sono andate perse da subito. Le nostre speranze di ottenere giustizia per nostra figlia...non vedo alcuna speranza. "  Ad oggi, il caso rimane irrisolto.